# Антуан Ру
Анж-Жозеф Антуан Ру (1765—1835) — французький художник, який спеціалізувався на мариністиці.

## Кар'єра
Ру походив із родини художників, народився і переважно працював у Марселі. На початкових етапах життя він був учнем свого батька, Джозефа Ру (1752—1793), гідрографа та художника. Антуан проводив своє дозвілля за живописом і малюванням.
Усі четверо дітей Антуана теж пішли шляхом мистецтва, а троє його синів також стали художниками: Матьє-Антуан Ру (1799—1872); Франсуа Жозеф Фредерік Ру (1805—1870), який був учнем Горація Верне; і третій, Франсуа Джеффрі Ру (1811—1882), «Франсуа», який був призначений у 1876 році офіційним художником флоту (франц. Peintre de la Marine).
Антуан помер від холери в Марселі в 1835 році.

## Музейні колекції

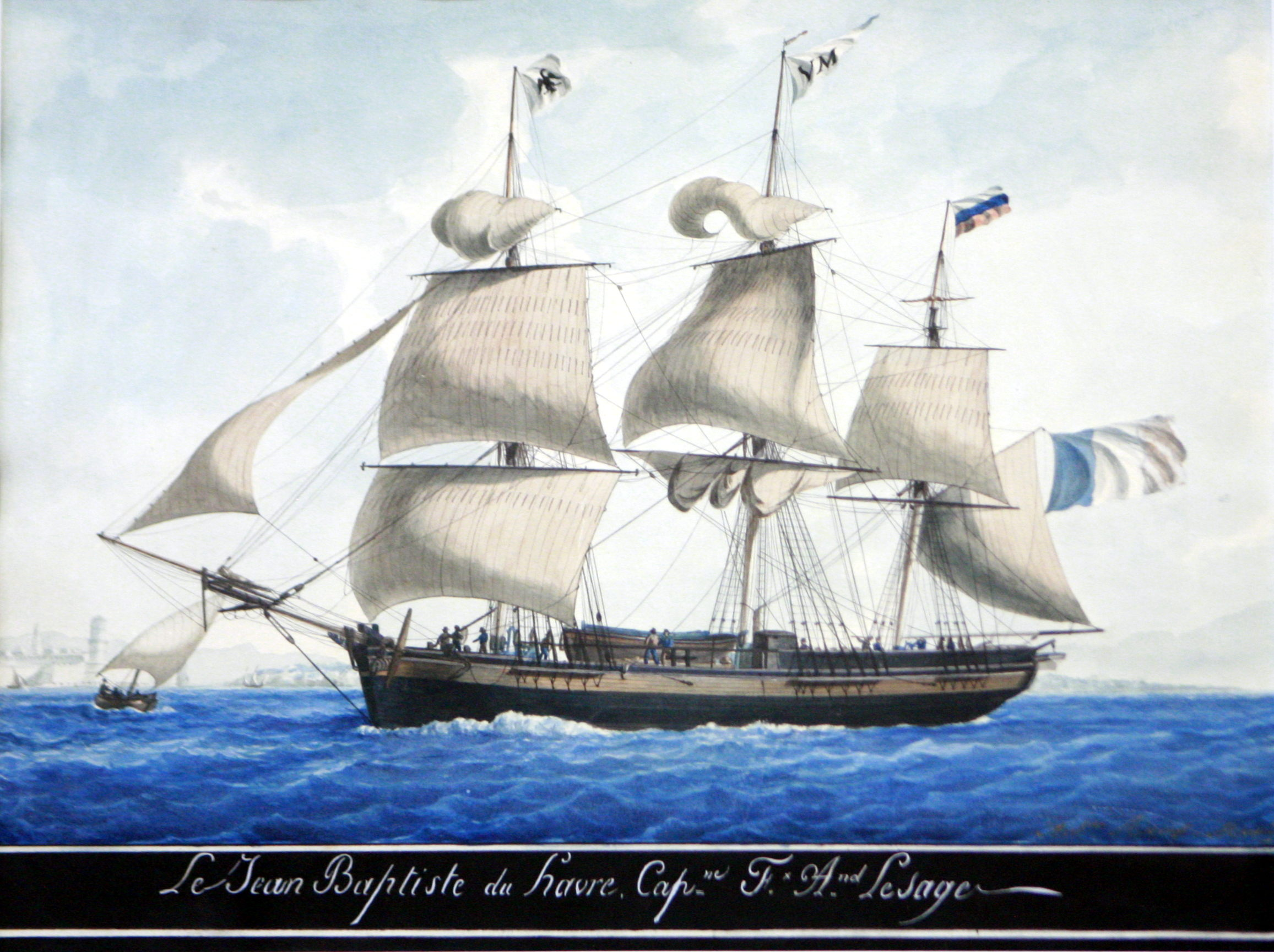
Антуан Ру, Jean-Baptiste du Havre у марсельській гавані, акварель, Військово-морський музей Марселя

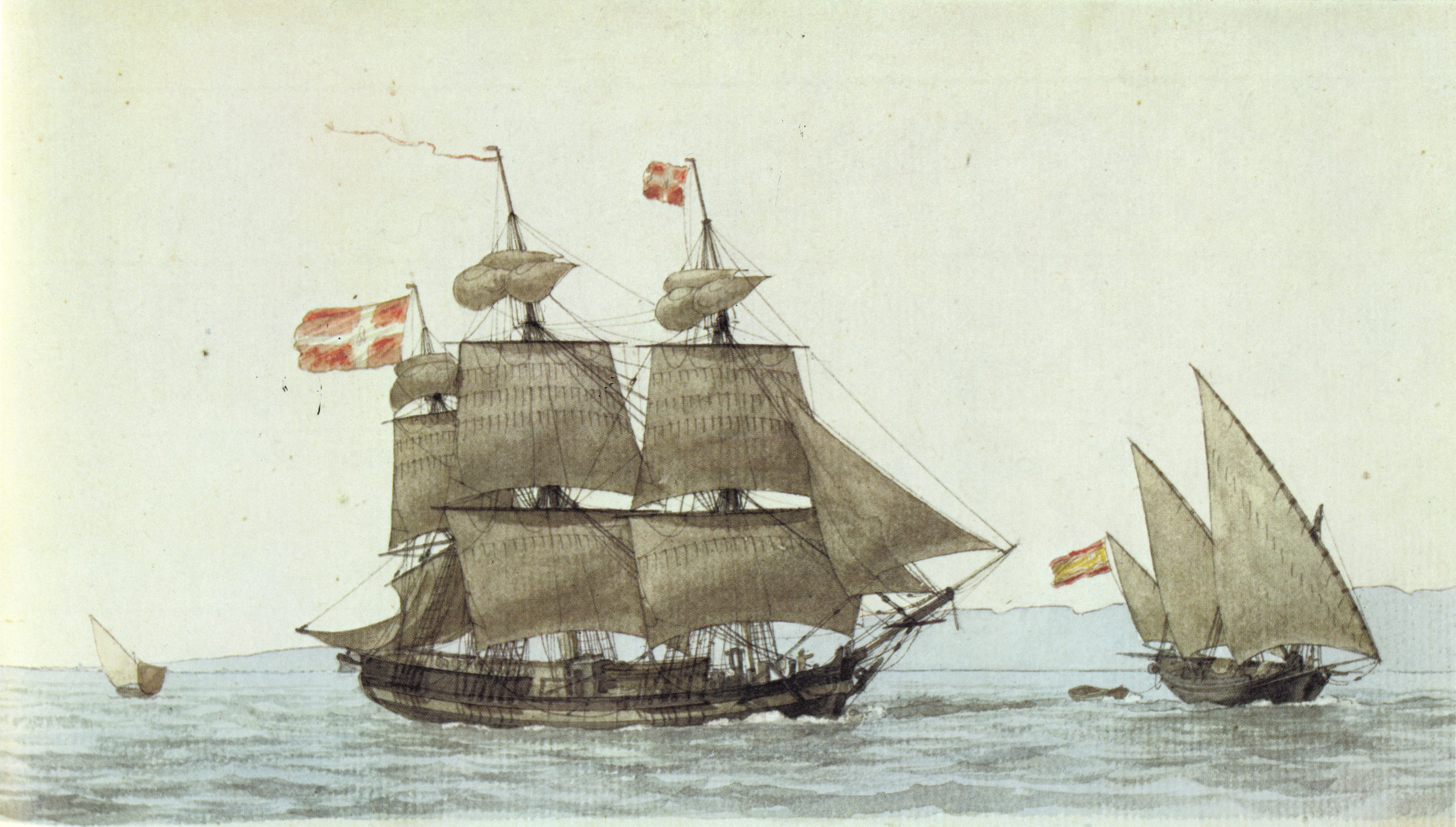
Антуан Ру, датське тримачтове судно та іспанський пінк

- Музей Пібоді в Ессексі в Салемі, штат Массачусетс, зберігає колекцію робіт Ру.
- Національний морський музей, Гринвіч, Лондон, Англія.
- Публічна бібліотека Нью-Йорка[7].
- Морський музей (США) у Ньюпорт-Ньюс, штат Вірджинія.
- Національний морський музей у Парижі, Франція.